# Swedish Open 1991 (Badminton)
Die Swedish Open 1991 im Badminton fanden vom 7. bis zum 10. März 1991 in Stockholm statt. Mit einem Preisgeld von 35.000 US-Dollar wurde das Turnier als 2-Sterne-Turnier in der Grand-Prix-Wertung eingestuft.

## Sieger und Platzierte
| Disziplin    | Gold                          | Silber                             | Bronze                               |
| ------------ | ----------------------------- | ---------------------------------- | ------------------------------------ |
| Herreneinzel | Ardy Wiranata                 | Fung Permadi                       | Rashid Sidek                         |
| Herreneinzel | Ardy Wiranata                 | Fung Permadi                       | Thomas Stuer-Lauridsen               |
| Dameneinzel  | Susi Susanti                  | Pernille Nedergaard                | Camilla Martin                       |
| Dameneinzel  | Susi Susanti                  | Pernille Nedergaard                | Catrine Bengtsson                    |
| Herrendoppel | Cheah Soon Kit Soo Beng Kiang | Jon Holst-Christensen Thomas Lund  | Jalani Sidek Razif Sidek             |
| Herrendoppel | Cheah Soon Kit Soo Beng Kiang | Jon Holst-Christensen Thomas Lund  | Rudy Gunawan Eddy Hartono            |
| Damendoppel  | Gillian Clark Nettie Nielsen  | Catrine Bengtsson Maria Bengtsson  | Dorte Kjær Lotte Olsen               |
| Damendoppel  | Gillian Clark Nettie Nielsen  | Catrine Bengtsson Maria Bengtsson  | Gil Young-ah Shim Eun-jung           |
| Mixed        | Thomas Lund Pernille Dupont   | Pär-Gunnar Jönsson Maria Bengtsson | Jon Holst-Christensen Grete Mogensen |
| Mixed        | Thomas Lund Pernille Dupont   | Pär-Gunnar Jönsson Maria Bengtsson | Michael Kjeldsen Dorte Kjær          |